# Lijst van administratoren van Dadra en Nagar Haveli
Dit is een lijst van administratoren van het voormalige Indiase unieterritorium Dadra en Nagar Haveli. Beide gebieden werden in 1954 bevrijd door Indiase troepen, echter ze werden pas in 1961 tot een unieterritorium omgevormd en werden toen pas een onderdeel van India. Sinds de oprichting van het unieterritorium Daman en Diu op 30 mei 1987 was er steeds één persoon die administrator was voor beide regio's. De beide territoria werden in januari 2020 samengevoegd tot één unieterritorium, officieel getiteld Dadra en Nagar Haveli en Daman en Diu.

## Administratoren
| Naam                          | Begin termijn     | Einde termijn     |
| ----------------------------- | ----------------- | ----------------- |
| R. V. Mudras                  | 22 juli 1954      | 2 augustus 1954   |
| Vishwanath Lawande            | 2 augustus 1954   | 12 december 1954  |
| Appasaheb Karmalkar           | 12 december 1954  | 19..              |
| Tumkur Sivasankar             | 1962              | 2 september 1963  |
| Mulk Raj Sachdev              | 2 september 1963  | 8 december 1964   |
| Hari Sharma                   | 12 december 1964  | 24 februari 1965  |
| Kashinath Raghunath Damle     | 24 februari 1965  | 18 april 1967     |
| Nakul Sen                     | 18 april 1967     | 16 november 1972  |
| S. K. Banerjee                | 16 november 1972  | 16 november 1977  |
| Pratap Singh Gill             | 16 november 1977  | 31 maart 1981     |
| Jagmohan                      | 31 maart 1981     | 30 augustus 1982  |
| Idris Hasan Latif (wnd)       | 30 augustus 1982  | 24 februari 1983  |
| Kershasp Tehmurasp Satarawala | 24 februari 1983  | 4 juli 1984       |
| Idris Hasan Latif (wnd)       | 4 juli 1984       | 24 september 1984 |
| Gopal Singh                   | 24 september 1984 | 18 juli 1989      |
| Khurshed Alam Khan            | 18 juli 1989      | 25 maart 1991     |
| Bhanu Prakash Singh           | 25 maart 1991     | 16 maart 1992     |
| Kesarlai Singh Bhaidwan       | 16 maart 1992     | 28 maart 1994     |
| Ramesh Chandra                | 28 maart 1994     | 15 juli 1995      |
| S. P. Aggarwal                | 15 juli 1995      | 26 juni 1998      |
| Ramesh Negi (wnd)             | 26 juni 1998      | 23 februari 1999  |
| Sanat Kaul                    | 23 februari 1999  | 23 april 1999     |
| Ramesh Negi (wnd)             | 23 april 1999     | 19 juli 1999      |
| Om Prakash Kelkar             | 19 juli 1999      | 12 november 2002  |
| Arun Mathur                   | 12 november 2002  | 16 november 2005  |
| V. K. Singh                   | 16 november 2005  | 26 mei 2006       |
| Dharmendra                    | 26 mei 2006       | 1 juni 2006       |
| Rajani Kant Verma             | 1 juni 2006       | 29 januari 2008   |
| Satya Gopal                   | 29 januari 2008   | 7 maart 2011      |
| Narendra Kumar                | 7 maart 2011      | 27 september 2012 |
| Bhupinder Singh Bhalla        | 28 september 2012 | 17 augustus 2014  |
| Ashish Kundra                 | 18 augustus 2014  | 13 maart 2016     |
| Vikram Dev Dutt               | 14 maart 2016     | 3 oktober 2016    |
| Madhup Vyas                   | 4 oktober 2016    | 29 december 2016  |
| Praful Khoda Patel            | 30 december 2016  | 26 januari 2020   |